# Diego Ibarra (khu tự quản)
Diego Ibarra là một khu tự quản thuộc bang Carabobo, Venezuela. Thủ phủ của khu tự quản Diego Ibarra đóng tại Mariara. Khự tự quản Diego Ibarra có diện tích 79 km2, dân số theo điều tra dân số ngày 21 tháng 10 năm 2001 là 94852 người.